# سیارک ۱۱۳۰۷
سیارک ۱۱۳۰۷ (به انگلیسی: 11307 Erikolsson، نامگذاری:1993FA40)۱۱۳۰۷مین سیارک کشف شده‌است که در ۱۹ مارس ۱۹۹۳ کشف شد.